# Nifedipină
Nifedipina este un medicament din clasa blocantelor canalelor de calciu, fiind utilizat în tratamentul hipertensiunii arteriale și pentru a preveni angina pectorală. Calea de administrare disponibilă este cea orală.
Molecula a fost patentată în 1967 și a fost aprobată pentru uz medical în Statele Unite în anul 1981. Se află pe lista medicamentelor esențiale ale Organizației Mondiale a Sănătății. Este disponibil sub formă de medicament generic.

## Utilizări medicale
Nifedipina este utilizată în tratamentul hipertensiunii arteriale ușoară până la moderată și în prevenția anginei pectorale cronice stabile (în monoterapie sau în asociere cu un beta-blocant). Este unul dintre medicamentele de elecție pentru tratamentul anginei Prinzmetal.
Nifedipina a fost utilizată frecvent ca medicament tocolitic (care întârzie nașterea prematură).

## Reacții adverse
Principalele efecte adverse asociate tratamentului cu nifedipină sunt: cefaleea, oboseala, tusea, dificultatea de a respira. Efectele adverse mai severe includ: hipotensiunea și insuficiența cardiacă. Este sigur în sarcină, dar nu este recomandată utilizarea sa în timpul alăptării.